# The World of Ch!pz
The World of Ch!pz is het tweede album van de Nederlandse popgroep Ch!pz. Het werd uitgebracht op 11 maart 2005.

## Tracklist
1. "One, Two, Three! " – 3:29
2. "1001 Arabian Nights" – 3:06
3. "I Wanna See" – 3:16
4. "Kiss Me" – 3:46
5. "Rockstar" – 3:10
6. "Holiday!" – 3:04
7. "This Is How We Do It" – 3:28
8. "In the Game (The Football Song)" – 3:11
9. "It's So Easy (The Best Things in Life Are Free)" (feat. Jaggala) – 3:26
10. "Rhythm of the World" – 3:57
11. "Superhero" – 3:36
12. "The Happy Song" – 3:23